# Longpont-sur-Orge
 Longpont-sur-Orge  es una población y comuna francesa, ubicada en la región de Isla de Francia, departamento de Essonne, en el distrito de Palaiseau y cantón de Montlhéry.

## Demografía
| 1294 | 1825 | 3220 | 4120 | 4807 | 5843 |
| Para los censos de 1962 a 1999 la población legal corresponde a la población sin duplicidades (Fuente: INSEE [Consultar]) |      |      |      |      |      |

## Economía
Longpoint-sur-Orge tiene la sede de Brico Dépôt.